# Plac Gustawa Daniłowskiego we Wrocławiu
Plac Gustawa Daniłowskiego – plac położony we Wrocławiu na Karłowicach, włączonych współcześnie do osiedla Karłowice-Różanka, w dawnej dzielnicy Psie Pole. Obejmuje drogę gminną o długości 60 m. Ma kształt zbliżony do prostokąta (czworoboku) o wymiarach około 80 na 100 m, natomiast zieleniec wraz z przypisaną do tego placu drogą zajmuje 3230 m². Droga przypisana do placu łączy ulicę Wacława Berenta z ulicą Stanisława Przybyszewskiego. Charakterystycznym elementem zlokalizowanym na placu, stanowiącym w tym rejonie dominantę, jest zabytkowa wieża ciśnień z lat 1914-1915.

## Historia
Historia ukształtowania placu wiąże się z projektowaniem podwrocławskiego miasta-ogrodu dziś stanowiącego osiedle Karłowice, a którego realizację rozpoczęto 1911 r. według projektu Paula Schmitthennera, pełniącego ówcześnie funkcję architekta rządowego. Podczas korekty pierwotnych założeń około 1915 r. zostały opracowane dzisiejsze założenia placu, który ostatecznie ukształtowany został w obecnej formie w 1931 r., w nawiązaniu do wytyczonej już w 1895 r. alei Jana Kasprowicza. Jeszcze przed zaprojektowaniem placu we współczesnym kształcie, już w 1914 r. dla potrzeb osiedla zaprojektowano wieżę wodociągową, stanowiącą do dziś dominantę w tej części miasta. Była ona użytkowana, po wyłączeniu z eksploatacji na potrzeby wodociągów, między innymi przez Sekcję Grotołazów Wrocławskiego Klubu Wysokogórskiego, który we wnętrzu wieży urządził sztuczną ściankę wspinaczkową. Natomiast wielorodzinna zabudowa mieszkaniowa wokół placu powstała w latach 30. XX wieku według projektów: z 1930 r. A. W. Hogrewe i z 1935 r. P. Handke. Karłowice, na terenie których położony jest plac, zostały włączone do Wrocławia w 1928 r.. Północną pierzeję placu zajmują wille, które zostały zbudowane w latach 20. XX wieku. Natomiast wschodnią pierzeję zajmuje dwór z lat 20. XX wieku, rozbudowany w latach 1933-1935 dla potrzeb seminarium.

## Nazwy
W swojej historii plac nosił następujące nazwy:
- Drabiziusplatz, do 1945 r.[4][12]
- Gustawa Daniłowskiego, od 1945 r.[1][4][12].

Wcześniejsza nazwa placu upamiętniała Guido von Drabizius, właściciela ogrodów, organizatora, wraz z Ottonem Bauerem, budowy przedmieścia odrzańskiego. Guido von Drabizius zmarł w 1896 r.. Współczesna nazwa placu została nadana przez Zarząd Miejski i ogłoszona w okólniku nr 76 z 19.10.1945 r.. Upamiętnia Gustawa Daniłowskiego, polskiego pisarza, publicystę, działacza socjalistycznego i niepodległościowego .

## Układ drogowy
Do placu przypisana jest droga gminna nr 106551D o długości 60 m.
Ulice powiązane z placem:
- ulice powiązane z drogą 106551D – plac Gustawa Daniłowskiego[1][2]
  - skrzyżowanie: ulica Wacława Berenta[1][2][6]
  - skrzyżowanie: ulica Stanisława Przybyszewskiego[1][2][7]
- skrzyżowanie: ulica Wacława Berenta i aleja Jana Kasprowicza[2][6][14]
- skrzyżowanie: aleja Jana Kasprowicza i ulica Stanisława Przybyszewskiego[2][7][14]
- skrzyżowanie: ulica Stanisława Przybyszewskiego i ulica Zenona Miriama Przesmyckiego[2][7][15].

Drogi w tym rejonie położone są w strefie ograniczonej prędkości z ograniczeniem prędkości jazdy do 30 km/h, z wyłączeniem alei Jana Kasprowicza. Droga przypisana do placu łączy ulicę Wacława Berenta z ulicą Stanisława Przybyszewskiego. Przystanki autobusowej komunikacji miejskiej zlokalizowane przy alei Jana Kasprowicza noszą nazwę "plac Daniłowskiego".

## Zabudowa i zagospodarowanie
Zieleniec na placu wraz z przypisaną do tego placu drogą zajmuje 3230 m² i w rzucie prostokątnym ma kształt zbliżony do prostokąta. Z wyżej wskazanej powierzchni 268 m² to opisana wyżej droga gminna, 543 m² to działka zabudowana wieżą ciśnień, a pozostałe 2419 m² to teren zieleni – Zieleniec przy pl. Daniłowskiego – i budynek przy placu Gustawa Daniłowskiego 4.
Południowa strona placu to ciągła zabudowa pierzejowa z budynkami mieszkalnymi położonymi przy placu Gustawa Daniłowskiego 1, 2 i 3. Po stronie zachodniej zabudowa obejmuje budynki mieszkalne przy ulicy Wacława Berenta 64, 66, 68. Po stronie północnej mieszkalna zabudowa pierzejowa obejmuje budynki przy alei Jana Kasprowicza 106, 108, 110 i 112. Natomiast strona wschodnia w części północnej zagospodarowana jest terenem dawnego seminarium, obecnie należący do Uniwersytetu Wrocławskiego, dalej znajduje się skrzyżowanie ulicy Stanisława Przybyszewskiego z ulicą Zenona Miriama Przesmyckiego, a w południowej części znajduje się szkoła przy ulicy Stanisława Przybyszewskiego 59.
Plac zlokalizowany jest w obszarze położonym na wysokości bezwzględnej pomiędzy 117 a 118 m n.p.m.. Objęty jest rejonem statystycznym nr 932660, na którym występuje gęstość zaludnienia 4697 osób/km², przy 1192 osobach zameldowanych w tym rejonie (stan na 31.12.2018 r.).

## Ochrona, zabytki i inne obiekty
| obiekt, położenie | powstanie, nr rej.                                         | foto |
| --- | ---------------------------------------------------------- | ---- |
| Wieża wodociągowa w obrębie placu ulica Wacława Berenta 75 | 1914 r. A/2655/407/Wm z dnia 18.07.1979 r.                 |      |
| Budynek mieszkalny pierzeja południowa plac Gustawa Daniłowskiego 1, 2 i 3 | lata 1930-1931 brak ochrony                                |      |
| Budynek mieszkalny pierzeja zachodnia ulica Wacława Berenta 64, 66, 68 | lata 1925-1930 brak ochrony                                |      |
| Budynek mieszkalny pierzeja północna aleja Jana Kasprowicza 106, 108, 110 i 112 | lata 20. XX wieku gez, mpzp                                |      |
| Zespół Seminarium Duchownego "Albertinum", obecnie zespół budynków Wydziału Biotechnologii oraz Uniwersyteckiego Centrum Wychowania Fizycznego i Sportu Uniwersytetu Wrocławskiego pierzeja wschodnia ulica Stanisława Przybyszewskiego 63-67 | około 1920 r., rozbudowa 1933-1935 po 1945 r. brak ochrony |      |
| Mur z bramą przejazdową w zespole Seminarium Duchownego "Albertinum", obecnie w zespole budynków Wydziału Biotechnologii Uniwersytetu Wrocławskiego pierzeja wschodnia ulica Stanisława Przybyszewskiego 63-67                                | około 1920 r., po 1945 r. brak ochrony                     |      |
| Szkoła elementarna, obecnie Gimnazjum nr 24 imienia Janusza Korczaka pierzeja wschodnia ulica Stanisława Przybyszewskiego 59 | około 1915 r., po 1945 r. brak ochrony                     |      |